# U-375
U-375 je bila nemška vojaška podmornica Kriegsmarine, ki je bila dejavna med drugo svetovno vojno.

## Zgodovina
Podmornico je 30. julija 1943 potopil ameriški lovilec podmornic USS PC-624; umrlo je vseh 46 članov posadke.

## Poveljniki
| Poveljniki |                 |                  |                                 |
| Št.        | Čin             | Ime              | Poveljstvo                      |
| 1.         | Kapitanporočnik | Jürgen Könenkamp | 19. julij 1941 - 30. julij 1943 |

## Tehnični podatki
| Kategorije                                    | Podatki                       |
| --------------------------------------------- | ----------------------------- |
| Teža (t): na površju pod površjem polna Teža  | 769 871 1.070                 |
| Dolžina (m) - tlačni trup (m)                 | 67,10 - 50,50                 |
| Širina (m) - tlačni trup (m)                  | 6,20 - 4,70                   |
| Izpodriv (m)                                  | 4,74                          |
| Višina (m)                                    | 9,6                           |
| Moč (hp): na površju pod podvršjem            | 3.200 750                     |
| Hitrost (vozlov): na površju pod podvršjem    | 17,7 7,6                      |
| Doseg (milja/vozel): na površju pod podvršjem | 8.500/10 80/4                 |
| Torpeda/Torpedne cevi                         | 14/5 (4 na premcu, 1 na krmi) |
| Krovni top (mm)                               | 88                            |
| Mine                                          | 26 TMA                        |
| Posadka                                       | 44-52                         |
| Maksimalni potop (m)                          | 220                           |

## Potopljene ladje
| Datum             | Ime                                | Država                               | Tonaža     | Usoda       |
| ----------------- | ---------------------------------- | ------------------------------------ | ---------- | ----------- |
| 6. julij 1942     | Hero (tovorna ladja)               | Norveška                             | 1.376 BRT  | potopljena  |
| 30. julij 1942    | Amina (jadrnica)                   | Egipt                                | 87 BRT     | potopljena  |
| 30. julij 1942    | Ikbal (jadrnica)                   | Egipt                                | 176 BRT    | potopljena  |
| 26. avgust 1942   | Empire Kumari (tovorna ladja)      | Združeno kraljestvo                  | 6.288 BRT  | potopljena  |
| 3. september 1942 | Arnon (tovorna ladja)              | Britansko mandatno območje Palestine | 558 BRT    | potopljena  |
| 3. september 1942 | Miriam (jadrnica)                  | Britansko mandatno območje Palestine | 38 BRT     | potopljena  |
| 3. september 1942 | Salina (jadrnica)                  | Britansko mandatno območje Palestine | 108 BRT    | potopljena  |
| 6. september 1942 | Turkian (jadrnica)                 | Egipt                                | 113 BRT    | potopljena  |
| 1. december 1942  | HMS Manxman (M70) (minopolagalec)  | Združeno kraljestvo                  | 2. 650 BRT | poškodovana |
| 4. julij 1943     | SS City of Venice (potniška ladja) | Združeno kraljestvo                  | 8.762 BRT  | potopljena  |
| 4. julij 1943     | SS St. Essylt (tovorna ladja)      | Združeno kraljestvo                  | 5.634 BRT  | potopljena  |